# ニッツァ・メラス
ニッツァ・メラス（Nitza Melas）は、ギリシャ系でカナダ出身。多言語を使用し、世界中で活動しているインディペンデント系シンガーソングライターである。
Nitzaはニューヨークのマディソンスクエア・ガーデン、ラスベガスのMGMガーデン、フランスのカンヌ映画祭、カザフスタンのアスタナのカザフスタン・スポーツ・パレス、ロサンゼルスのステイプルズ・センターをはじめ、日本、タイ、ロシア、チュニジア、ギリシャといった国々において、小さな会場から、スタジアムのような大会場まで、さまざまなシチュエーションで数々のパフォーマンスを届けている。
Nitzaの人格形成期には家庭に音楽があふれていた。ギリシャに出自を持ち、彼女の両親は彼女の幅広い音楽特性に多大な影響を与えた。両親とも歌手であり、父親はバンドでブズーキを演奏しており、また母親は演劇と音楽の熱烈な愛好家である。
NitzaはGuy Laliberte（ギー・ラリベルテ、シルク・ドゥ・ソレイユの創設者）に招かれ、シルク・ドゥ・ソレイユの最初のミュージカルイベントである「Delirium」の前座として、彼女のCDのAgelessから自身の楽曲を歌った。Nitzaはシルク・ドゥ・ソレイユのショーでオリジナル楽曲を歌った最初のソロ歌手である。米国とカナダ全体で162回の公演を行い、ライブ観客は100万人を優に超え、ツアーの売上は2006年には全ツアーのトップ5に入った。
現在、「シルク・ドゥ・ソレイユ」のメーンボーカル3人のうちの1人として、世界中で活動している。特定レーベルには属さず、また、歌唱、作詞作曲のみならず、グラフィックデザイン、プロモーション、販売までを行う。
さらにCMソングの歌唱、ゲームキャラクターの吹き替えなども行い、日本でもCMソングを担当した。ボイストレーニング、ボイスオーバー（吹き替え）のトレーニング、他の歌手や声優へのコンサルティングも行っている。

## 来歴
2002年から2003年にかけて、「シルク・ドゥ・ソレイユ」の創設者であるギー・ラリベルテからの誘いに応え、十数曲を作詞作曲する。2004年に完成したオリジナルアルバムを基に、2005年には「シルク・ドゥ・ソレイユ」の初ミュージカル「デリリウム」の企画が始まった。
2006年、「デリリウム」のオープニングで、CDアルバム「AGELESS EPILOGUE」に収録されている楽曲のパフォーマンスを行った。「シルク・ドゥ・ソレイユ」のショーにおいてオリジナルの楽曲によるパフォーマンスを行ったアーティストはニッツァが初めて。この年はアメリカとカナダ全土で162回の公演があり、百万人を超える総観客動員数を達成した。
2007年11月29日、ハリウッドで開かれた第17回ロサンゼルス年間ミュージック・アワード（The 17th Annual Los Angeles Music Awards）で、「ワールドミュージック・アーティスト・オブ・ザ・イヤー賞」を受賞。テレビ上映されたこのイベントのオープニングを、自身のCDアルバム「AGELESS EPILOGUE」のタイトルトラックである「Ageless」のパフォーマンスで飾る。ロサンゼルス・ミュージック・アワード・ショーは、レーベルを持たず独立して活動する世界中のアーティストの功績を称えるもので、同種のものの中でもその規模は最大である。
2008年5月30日には、DEKA Awards Galaで「アーティスト・オブ・ザ・イヤー賞」を受賞。会場となった生まれ故郷モントリオールで、喜びのパフォーマンスを披露した。
その後、ラスベガスで開催された「シルク・ドゥ・ソレイユ」のプロデュースによる米国の著名なマジシャンのクリス・エンジェルのショー「ビリーブ」の主演ボーカリストを引き受けた。ショーで使われる音楽は、フランス出身の作曲家 エリック・セラの手によるもので、2008年10月31日、ラスベガスのルクソール・ホテルで盛大に初演を迎えた。同年11月20日にはハリウッド・ミュージック・アワードにて「ベスト・ワールド・ミュージック賞」を受賞、授賞式はテレビ放映され、彼女はオープニングパフォーマーとして授賞式のオープニングを飾った。
2009年5月8日、「シルク・ドゥ・ソレイユ」のショー「OVO」がオールド・モントリオールで初演を迎え、公演に引き続いて、彼女はオリジナルの「One Drop」を披露した。その夜は、多くのパフォーマーによるパフォーマンスが行われ、「One Drop Foundation」の募金活動を支援する大勢の人々が集まった。
2013年に日本の専門学校である京都コンピュータ学院の教授および、専門職大学院である京都情報大学院大学の教授となった。同年6月に、京都国際会館での京都コンピュータ学院創立50周年並びに京都情報大学院大学10周年の記念式典において、そのオープニングとしてJupiterを歌唱した。

## 受賞
- 「ワールドミュージック・アーティストアワード賞」受賞（2007年）ロサンゼルス・ミュージック・アワードにて[1][2]
- 「アーティスト・オブ・ザ・イヤー賞」受賞（2008年）DEKA Awards Galaにて
- 「ベスト・ワールド・ミュージック賞」受賞（2008年）ハリウッド・ミュージック・アワードにて

## ディスコグラフィー
アルバム
- Dream of Love Too

- Dream of Love[5]

1.Hold Me Tight
2.Recuerdos de la Alhambra
3.Mother's Heart
4.Amazing Grace
5.Second Look
6.Lascia ch'io pianga
7.Yukidoke no Kisetsu [Japanese Title]
8.We're not alone (Jupiter)
9.Home
10.Dream of Love (CM Version)
11.Amazing Grace (CM Version)
- AGELESS EPILOGUE

1.Ageless
2.Se Thero
3.Cold Winter
4.Red Reign
5.Mesmerize
6.Lost
7.Too Close To The Sun
8.Sirens
9.Shadows Dance
10.What Are You Going To Do?
11.One Drop
12.Breathe

## その他出演
CMソング
- エス・バイ・エル[6]
- 資生堂
- ネスカフェ
- トヨタ・エスティマ
- デ・ビアス・ダイアモンド
- ヴェルタース・チョコレート(Werther’s Chocolates)

ゲーム
- Crimson Sea (Live-D声、ナレーション担当)

テレビ・アニメ等
- アンパンマン（英語版）
- ディズニー
- ライフタイム・テレビジョン

## その他
地球上の水をめぐる問題について人々の関心を高めようとカナダの大道芸人・実業家・慈善活動家でもあるギー・ラリベルテによって設立された非営利組織「One Drop Foundation」の支援者でもある。